# 小寺裕介
小寺 裕介（こでら ゆうすけ、1984年8月10日 - ）は、日本のバスケットボール選手である。東京都出身。ポジションはシューティングガード。得意プレーは3ポイントシュートと1on1。

## 来歴
小学4年生の時に漫画・SLAM DUNKの影響でバスケットボールを始める。実践学園中学・高等学校から東京経済大学に進学。その後、クラブチームのRBC東京に所属。ストリートボールでは登録名「DELA」としてSOMECITYなどでプレーした。
2012年6月、日本プロバスケットボールリーグ（bjリーグ）・高松ファイブアローズ（現香川）のトライアウトを受験。外角のシュート力などが評価されて契約に至った。背番号は23。高松には2シーズン在籍し、2012-13シーズンは46試合の出場で1試合平均3.4得点。スリーポイントシュート成功率37.4パーセントはチームトップだった。2013-14シーズンは、開幕戦でbjリーグで初めてスターターとして出場するなど、レギュラーシーズンの全52試合に出場し（スターター9試合）、1試合平均3.6得点。
2014-15シーズンは群馬クレインサンダーズで51試合に出場し、1試合平均で自己最多の6.1得点をマークした。スリーポイントシュート成功率40.4パーセントでリーグ6位。シーズン終了後に退団。2015-16シーズンは新規チームの金沢武士団に所属した後、Bリーグが発足した2016-17シーズンはB2の岩手ビッグブルズに移籍。
岩手退団後は2018年から3x3チーム（3人制バスケットボール）のZETHREE.EXEに所属。
2020年10月、B3リーグ所属の金沢武士団に5シーズンぶりに復帰した。背番号は23。ZETHREE.EXEにも引き続き所属する。
金沢退団後もZETHREE.EXEでのプレーを継続している。

## 主な成績
| シーズン         | チーム | GP | GS | MPG  | FG%  | 3P%  | FT%  | RPG | APG | SPG | BPG | TO  | PPG |
| ---------------- | ------ | -- | -- | ---- | ---- | ---- | ---- | --- | --- | --- | --- | --- | --- |
| bjリーグ 2012-13 | 高松   | 46 | 0  | 7.8  | .372 | .374 | .700 | 0.4 | 0.3 | 0.2 | 0.1 | 0.4 | 3.4 |
| bjリーグ 2013-14 | 高松   | 52 | 9  | 11.9 | .335 | .333 | .640 | 0.5 | 0.3 | 0.2 | 0   | 0.4 | 3.6 |
| bjリーグ 2014-15 | 群馬   | 51 |    | 18.1 | .421 | .404 | .750 | 0.8 | 0.9 | 0.4 | 0.0 | 1.2 | 6.1 |